# Jean-Louis Laurière
Jean-Louis Laurière, né en 1945 et mort le 25 août 2005, était un chercheur français en informatique.
Il a été professeur à l'Université Pierre-et-Marie-Curie jusqu'en 1987.
Jean-Louis Laurière est connu pour être un pionnier de la recherche en Intelligence artificielle, notamment en 1976 avec le langage et solveur ALICE, qui permet d'énoncer et de résoudre des problèmes combinatoires.
Jean-Louis Laurière a également développé au début des années 1980 le système expert SNARK, à la fois un langage de programmation déclarative et un moteur d'inférence qui a été un jalon dans l'histoire des systèmes à base de règles. Entre 1982 et 1985 il met au point l'intelligence artificielle Pandora qui exploite la logique de base, qu'il appelle "d'ordre 0+". C'est le premier système expert de l'histoire réellement opérationnel, capable d'expliquer son raisonnement, de dialoguer avec les utilisateurs et de détecter les contradictions dans la connaissance ou dans les données qu'il reçoit ("Du zéro pointé au Zéro Plus", Science et Vie avril 1991). Pandora est vendu en entreprises à partir de 1986 par la société GSI-Tecsi et par la société nantaise Arcane sous le nom d'Intelligence Service. En 1988 Jean-Louis Laurière le retire de la commercialisation. 
Le Laboratoire d'informatique de Paris 6 organisa une journée scientifique en son honneur le 22 mars 2006.

## Ouvrages
- Jean-Louis Laurière, Sur la coloration de certains hypergraphes : Application aux problèmes d'emploi du temps«, Paris, Thèse de 3e cycle, Université Pierre-et-Marie-Curie, 1971, vi+139 (SUDOC 106857363).
- Robert Faure et Jean-Louis Laurière, Fiabilité et renouvellement des équipements : applications élémentaires aux investissements, Paris ; Bruxelles ; Montréal, Gauthier-Villars, coll. « Collection Programmation », 1974, xiv+133 (ISBN 2-04-007845-2, SUDOC 000050458).
- Jean-Louis Laurière, Un langage et un programme pour énoncer et résoudre des problèmes combinatoires, Paris, Thèse d'Etat, Université Pierre-et-Marie-Curie, 1976, 227 p. (SUDOC 029557313).
- Jean-Louis Laurière (préf. Robert Faure), Éléments de programmation dynamique, Paris ; Bruxelles ; Montréal, Gauthier-Villars, coll. « Collection Programmation », 1979, 137 p. (ISBN 2-04-010446-1, SUDOC 000264822).
- Jean-Louis Laurière, Un Langage déclaratif : Snark, Paris, Gauthier-Villars, coll. « AFCET », 1986, 31 p. (SUDOC 022499822).
- Jean-Louis Laurière et Michèle Vialatte, Manuel d'utilisation de SNARK, 1987, 88 p. (SUDOC 147353513).
- Jean-Louis Laurière, Intelligence artificielle : Résolutions de problèmes par l'homme et la machine, t. 1, Paris, Eyrolles, 1987, xi+473 (ISBN 2-212-08190-1, SUDOC 052287874, lire en ligne).
- Jean-Louis Laurière, Intelligence artificielle : Représentation des connaissances, t. 2, Paris, Eyrolles, 1988, 267 p. (ISBN 2-212-08190-1, SUDOC 001261266).